# ورکه رود
ورکه رود، روستایی از توابع بخش ضیاءآباد شهرستان تاکستان در استان قزوین ایران است.

## جمعیت
این روستا در دهستان دودانگه سفلی قرار دارد و براساس سرشماری مرکز آمار ایران در سال ۱۳۸۵، جمعیت آن ۱۶۹ نفر (۴۸خانوار) بوده است.